# Johann Georg Schelhorn (Theologe)
Johann(es) Georg Schelhorn (auch Schellhorn; * 8. Dezember 1694 in Memmingen; † 31. März 1773 ebenda) war ein deutscher lutherischer Theologe, Geistlicher und Historiker.

## Leben
Schelhorn wurde als Sohn eines Kaufmanns in Memmingen geboren und erhielt dort neben dem Besuch der Memminger Stadtschule bei seinem Vater sowie dem Superintendenten der Stadt Christian Erhard, seine erste Ausbildung. Er zeigte sich als begabter Schüler, sodass er 1712 an die Universität Jena wechseln durfte. Dort widmete er sich neben philologischen Studien insbesondere der Theologie, wobei Johann Franz Buddeus einen bedeutenden Einfluss auf ihn hatte. 1714 musste er krankheitsbedingt an die Universität Altdorf wechseln. Dort übte nun Gustav Georg Zeltner Einfluss auf ihn aus. Er gewährte Schelhorn zudem Zutritt zu seiner Bibliothek. Nachdem er 1716 vorübergehend zu Studien in der dortigen Stadtbibliothek nach Memmingen zurückgekehrt war, ging er 1717 nochmals nach Jena, wo er sein Studium abschloss und sich einen Doktor der Theologie erwarb.
Schelhorn kehrte nach Memmingen zurück. Dort wirkte er von nun als Schriftsteller und Bibliothekar. Doch konnte er zunächst kein für den Lebensunterhalt notwendiges Amt als Geistlicher bekommen. Er wurde daraufhin zunächst 1725 Lehrer und Konrektor an der Memminger Stadtlateinschule. 1732 konnte er in den geistlichen Stand aufrücken, indem er das Pfarramt in Buxach übernahm. 1734 wurde er als Prediger zurück nach Memmingen berufen, 1753 dann zum Superintendenten dort ernannt. Noch wenige Tage vor seinem Tod war er als Geistlicher tätig.
Schelhorn war ein sehr produktiver Fachschriftsteller. Er war Mitglied der Deutschen Gesellschaft in Leipzig.

## Publikationen (Auswahl)
- Amoenitates literariae quibus variae observationes, scripta item quaedam anecdota et rariora opuscula exhibentur, 14 Bände, Bartholomäus, Ulm, Leipzig und Frankfurt 1724–1731.
- Amoenitates Historiae Ecclesiasticae Et Literariae: Quibus Variae observationes, Scripta item quaedam anecdota & rariora Opuscula, diversis utriusque historiae capitibus elucidandis inservientia, exhibentur. 2 Bände, Bartholomäus, Ulm, Leipzig und Frankfurt 1737–1738.
- Ergötzlichkeiten aus der Kirchenhistorie und Literatur: in welchen Nachrichten von seltenen Büchern, wichtige Urkunden, merkwürdige Briefe, und verschiedene Anmerkungen enthalten sind. 3 Bände, Bartholomäus, Ulm, Leipzig 1762–1764.